# Welsperg
La famiglia Welsperg è stata una famiglia di aristocratici tirolesi estintasi nel 1907 con la morte del suo ultimo discendente, il conte Heinrich von Welsperg. I Welsperg iniziarono la loro ascesa nell'XI secolo come feudatari per poi essere nominati baroni (1539) e conti (1693) del Sacro Romano Impero.

## Origini
Secondo quanto riporta Johann Siebmacher nella sua raccolta di stemmi di famiglie aristocratiche, i Welsperg sarebbero originari dell'Etruria. Di qui sarebbero poi fuggiti in Rezia, antica regione romana che andava dalla Lombardia sino alla Baviera. In questi luoghi avrebbero edificato una torre fortificata di difesa chiamata Faganio. Dopo la distruzione della loro torre ad opera di una inondazione del fiume Reno attorno al 1060, sarebbero stati costretti ad un'ulteriore migrazione che li avrebbe portati in una zona imprecisata tra gli odierni Friuli e Alto Adige.

## Signori di Welsperg

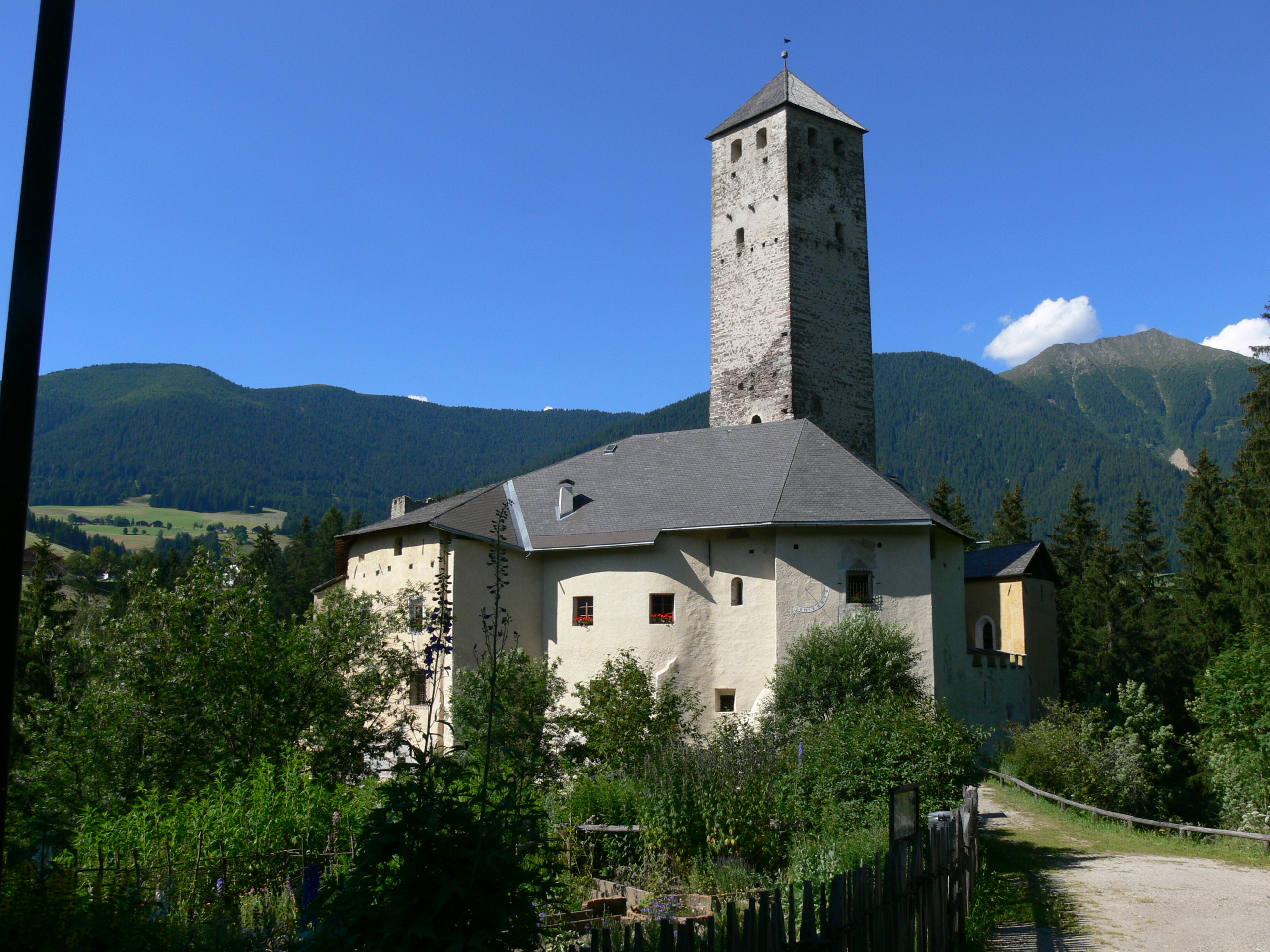
Castel Welsperg, il cui mastio era in costruzione già nel 1126.

Lo stemma dei Signori von Welsperg.

Il fondatore della dinastia, il primo membro della famiglia di cui ci sia rimasta una testimonianza tangibile, fu Otto I Welsperg che assistette assieme ai figli Schwikher e Otto II alla cessione di una abbazia nel 1040. Questi, che erano notabili della zona, possedevano già il castello che ancora oggi porta il loro nome. Nel corso dell'XI secolo sono arrivate sino a noi le testimonianze dell'esistenza di numerosi membri della famiglia Welsperg, armigeri e amministratori dei beni di nobili locali in qualità di giudici o avvocati. Pur supponendo che esercitassero tali mansioni anche precedentemente, il primo documento che attesta la presenza di un Welsperg come giudice è del 1282. Nel Medioevo dunque i Welsperg erano vassalli, spesso investiti dell'avvocazia, di importanti famiglie, come quella dei conti di Gorizia e del Tirolo. Dal conte Alberto di Gorizia ottennero il titolo di feudatari e possedimenti che andavano da Monguelfo sino a Dobbiaco; avevano inoltre conoscenze e parentele con importanti famiglie di Vipiteno, Bolzano e Merano. Nel 1320 ottennero dal conte Enrico di Carinzia e Tirolo la piena facoltà di giurisdizione sulle genti abitanti il loro territorio.
Già possessori del Castello Welsperg, nel 1359 acquistarono dalla famiglia Füllein Castel Thurn e divennero anche i possessori di Castel Meussenreuth. I castelli (oggi castel Thurn è un rudere e di castel Meussenreuth non rimane che la malga) formavano un triangolo militare di grande importanza strategica e difensiva.
Nel 1401 Tonadico e l'intera valle di Primiero furono consegnati come feudo alla famiglia Welsperg, originaria della Val Pusteria.

## Baroni e conti di Welsperg

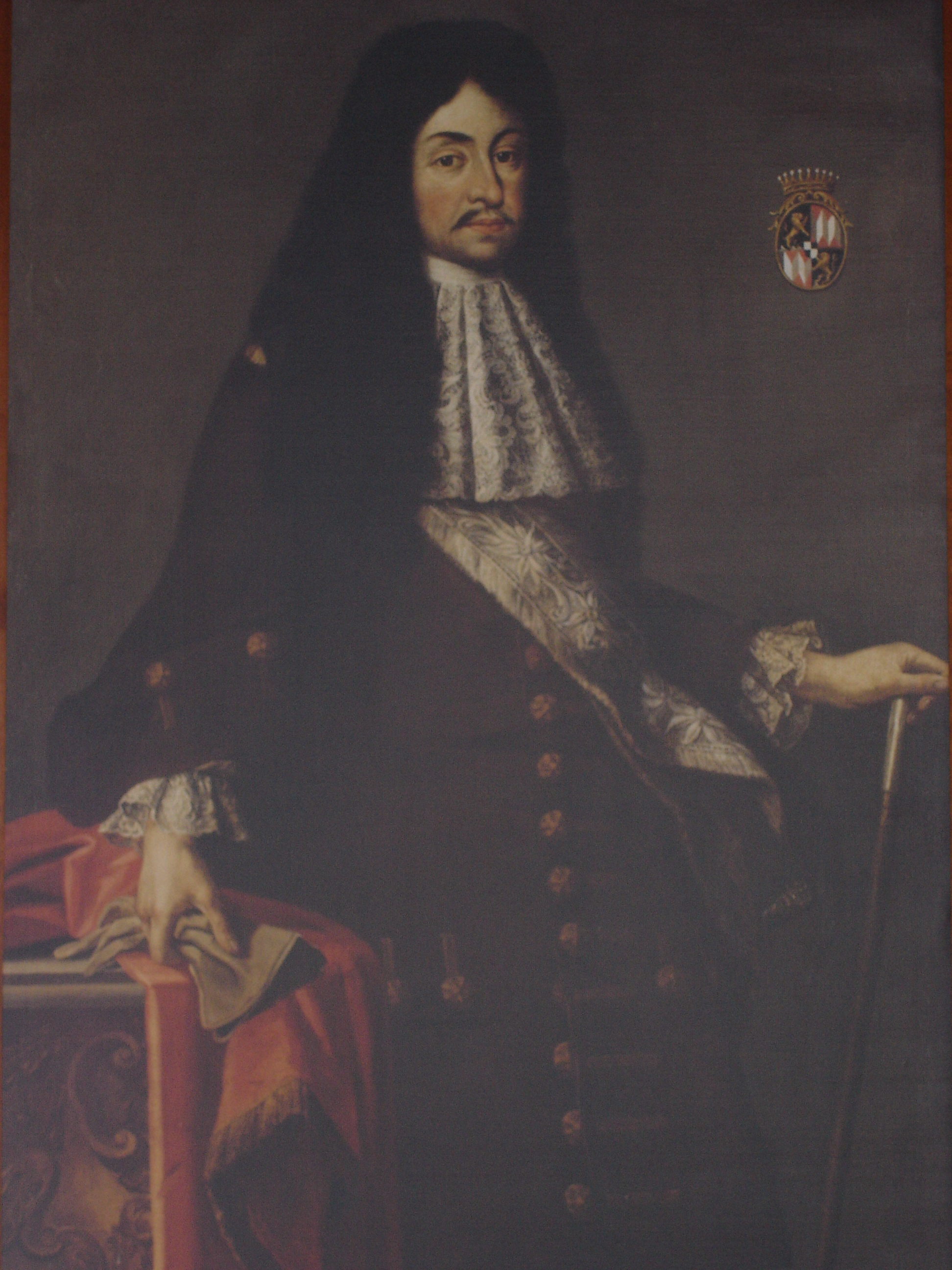
Ritratto del barone Christoph Sigmund von Welsperg.

Per tutto il corso del XV secolo la famiglia Welsperg continuò ad espandere il suo territorio di controllo, i suoi privilegi e la sua potenza economico-militare. Erano possessori di attività commerciali e minerarie, si erano imparentati con importanti famiglie della nobiltà locale, esercitavano le più elevate cariche amministrative e militari. Oltre ad aver ampliato le loro residenze a Monguelfo e Brunico, ottennero il controllo di numerosi territori, quali Primiero e St. Lorenzen. A contribuire alla prosperità della famiglia fu il buon rapporto che mantenevano con il clero, al quale elargivano grosse somme di denaro per la costruzione di chiese, monasteri, cappelle sul loro vasto territorio.
Ricoprirono inoltre alte cariche imperiali che li portarono ad ottenere, nel 1539, il titolo di baroni dall'imperatore Ferdinando I Asburgo.
Qualche decina d'anni dopo il barone Christoph von Welsperg ricevette dall'imperatore Ferdinando II i titoli onorifici di magister coquine e triclinius del Tirolo, titoli che peraltro non comportavano lo svolgimento di alcuna mansione. Nel 1675 il barone Christoph Sigmund von Welsperg (n. 1623) ottenne l'investitura del feudo di Nellenburg, in seguito alle nozze con la contessa Anna Raitenau.
Il più notabile dei Welsperg del Seicento fu il barone Guidobald von Welsperg und Primör, camerario effettivo, consigliere di governo, governatore e detentore di altre importanti cariche spesso conferite dall'imperatore in persona, che nella figura di Leopoldo I lo nominò, nel 1693, conte. Il nome ufficiale della famiglia da allora fu Welsperg-Raitenau und Primör.
La famiglia continuò la sua storia sino al 1907, anno della morte del suo ultimo esponente, il conte Heinrich von Welsperg-Raitenau und Primör. Per via ereditaria i beni ed il nome della famiglia confluirono in quelli dei conti Thun-Hohenstein.
Oltre alla nobilissima famiglia Thun, i Welsperg si imparentarono con altre importanti famiglie patrizie tirolesi. Infatti il conte Eugen von Welsperg sposò nel 1849 la contessa Elisabeth von Spaur di Mezzolombardo (ultima dei conti Spaur von Altmez) dalla cui unione nacque l'unicogenita Eugena von Welsperg che nel 1876 sposò il barone Alfred Unterrichter von Rechtenthal dalla cui felice unione nacque Eugen Unterrichter von  Rechtenthal alto ufficiale di cavalleria imperiale e gentiluomo riconosciuto oltre che presidente e fondatore della Cassa Rurale di Mezzolombardo. Oggi i discendenti di sangue sono i baroni Unterrichter tuttora proprietari del Castello di Fai della Paganella, Massimiliano è il discendente più anziano e vive a Levico Terme.

## Galleria d'immagini

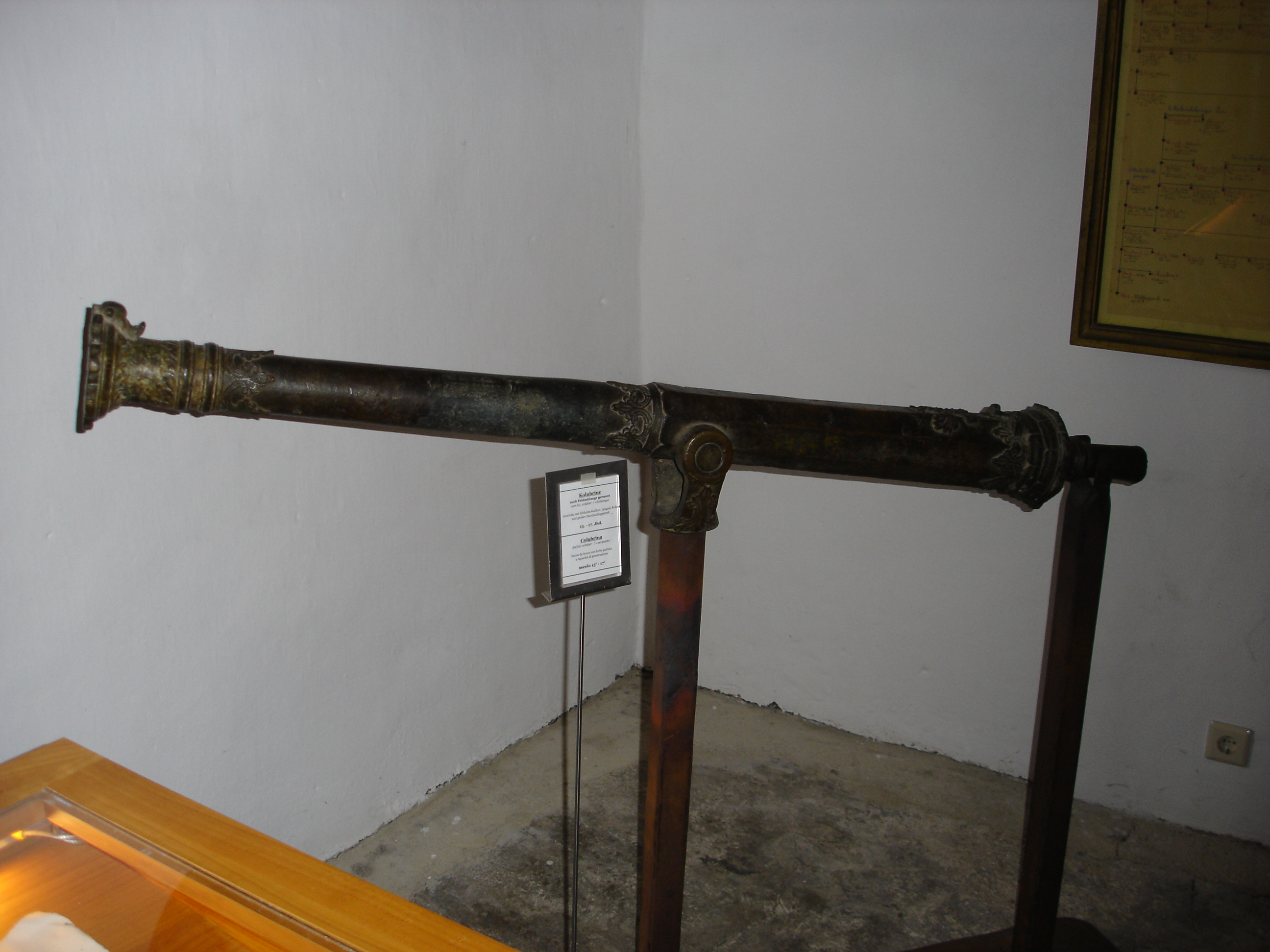
Antica colubrina appartenente ai soldati dei conti Welsperg.
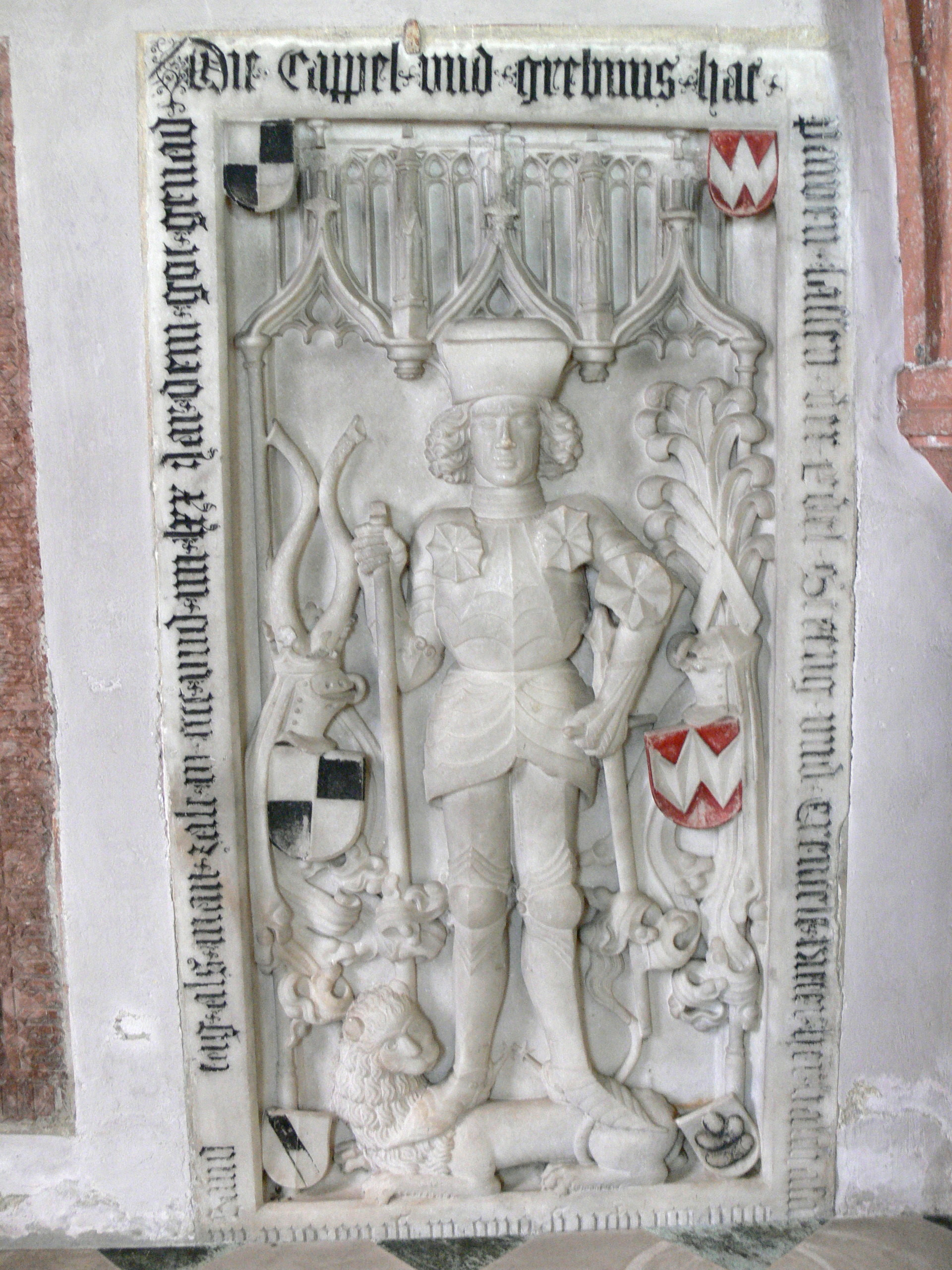
Pietra tombale di un Welsperg nella chiesa di Tesido
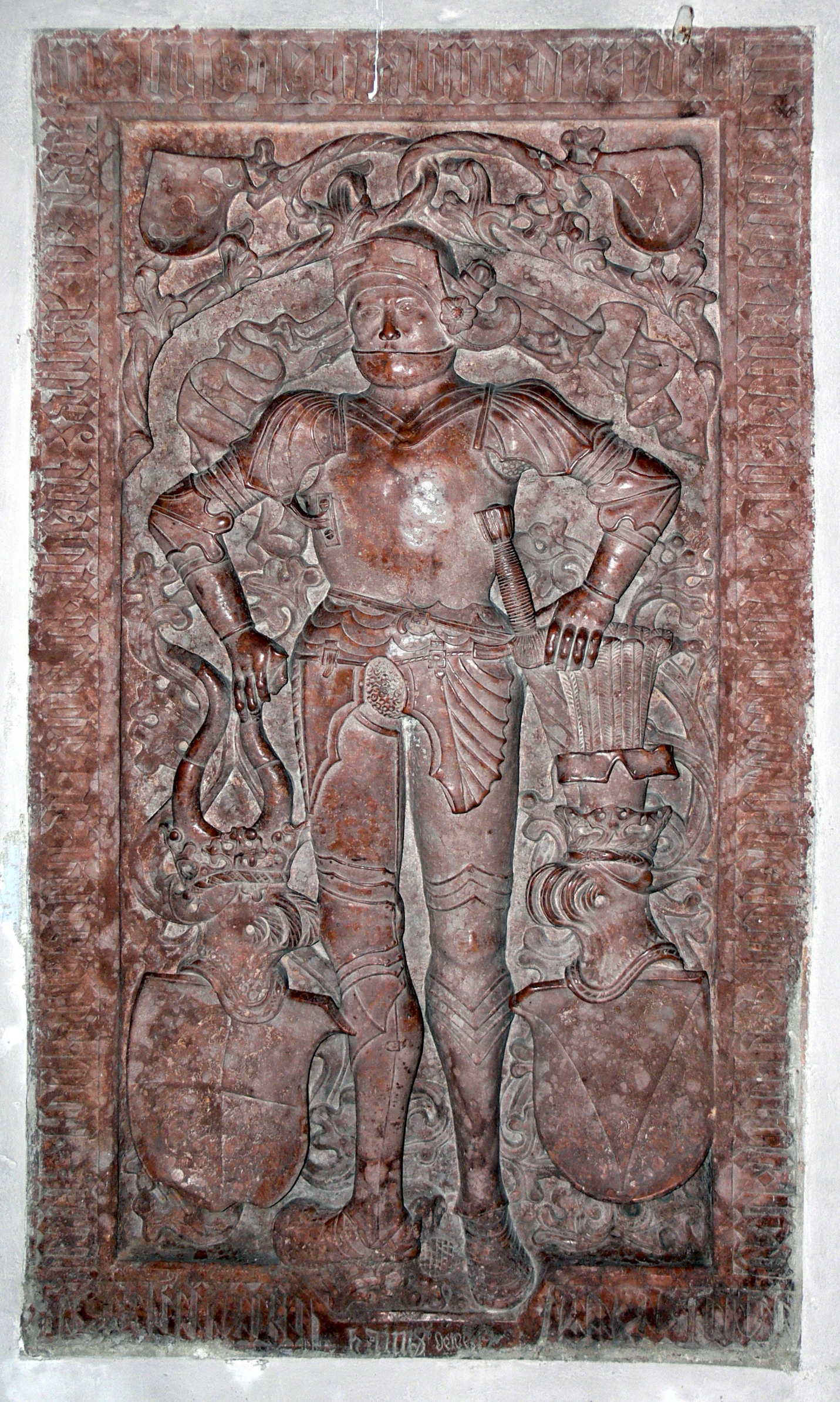
Pietra tombale di un Welsperg nella chiesa di Tesido
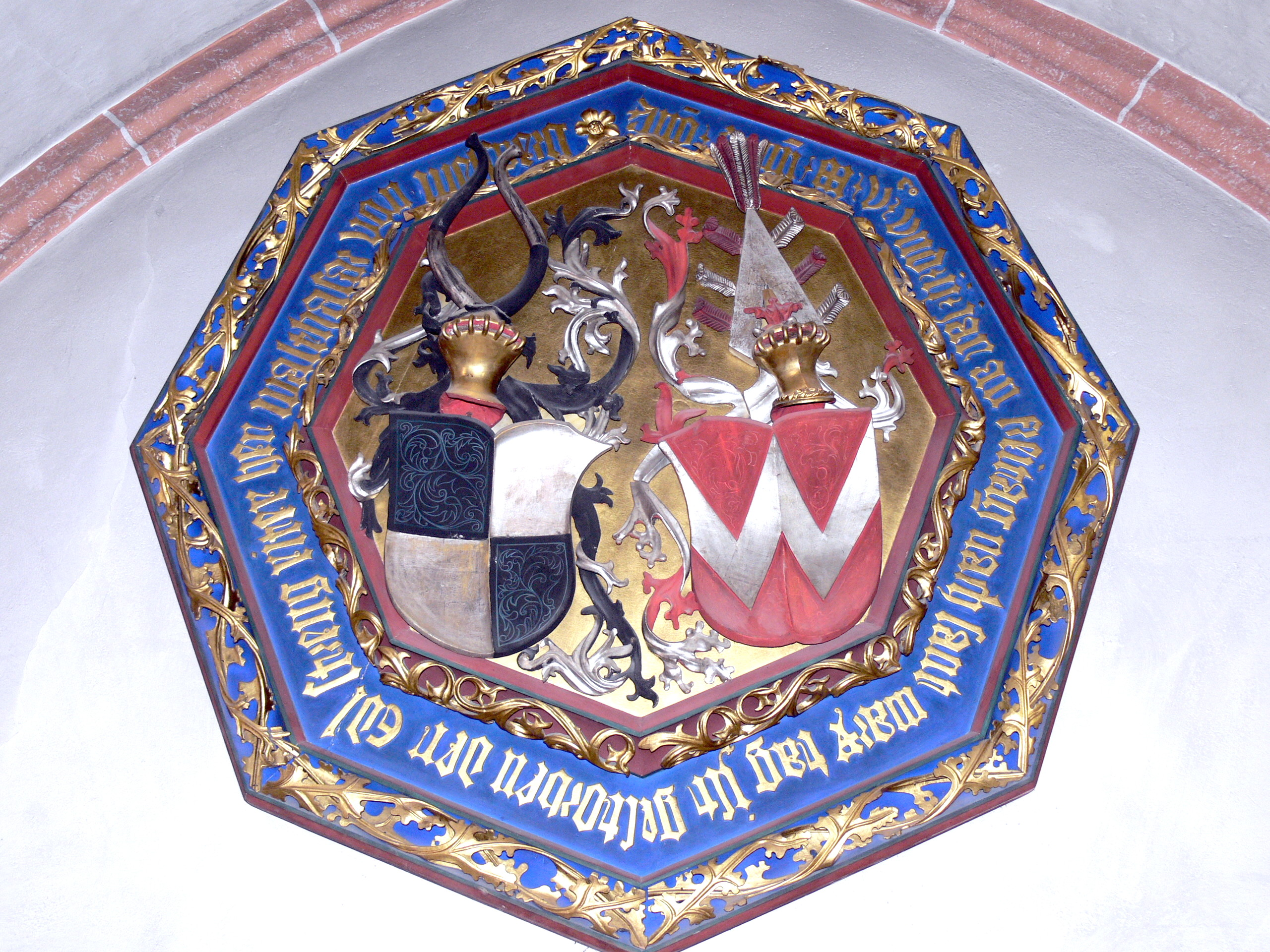
Stemmi dei Welsperg e dei Villanders